# Ruta Estatal de California 243
La Ruta Estatal de California 243, abreviada SR 243 (en inglés: California State Route 243) es una carretera estatal estadounidense ubicada en el estado de California. La carretera inicia en el Sur desde la SR 74     cerca de Mountain Center en sentido Norte hasta finalizar en la I 10     en Banning. La carretera tiene una longitud de 47,7 km (29.625 mi).

## Mantenimiento
Al igual que las autopistas interestatales, y las rutas federales y el resto de carreteras estatales, la Ruta Estatal de California 243 es administrada y mantenida por el Departamento de Transporte de California por sus siglas en inglés Caltrans.